# María Goyri
María Amalia Vicenta Goyri  (Madrid, 29 de agosto de 1873-Madrid, 28 de noviembre de 1954), conocida como María Goyri, fue una escritora, investigadora en el campo de la literatura española, filóloga y profesora española. Fue también la segunda estudiante oficial de Filosofía y Letras de la universidad española, detrás de Matilde Padrós, y formó parte de la vanguardia de defensoras de los derechos de la mujer. Sus estudios sobre el romancero español, junto a su marido Ramón Menéndez Pidal, han sentado las bases de la investigación en este campo.

## Biografía
María Amalia Vicenta Goyri nació el 29 de agosto de 1873 en Madrid, hija de soltera de Amalia Goyri, hija de soltera a su vez de Juana Vicenta Goyri y Barrenechea, de Deusto. Las hijas de soltera no reconocidas, en aquella época no tenían segundo apellido. Su abuela era hermana de Bartolomé Goyri y Barrenechea, bisabuelo de la escritora María Teresa León y Goyri, quien siempre la trató como su tía. Vivió entre Algorta y Guecho, donde tenía familiares, hasta los cinco años.
Su madre, de gran carácter y cultura, educó a su hija sin tener en cuenta las convenciones de la época sobre las mujeres, la inscribió en un gimnasio y a los doce años la matriculó en la Escuela de Comercio de la Asociación para la Enseñanza de la Mujer, donde obtuvo los títulos de Comercio en 1888 y de Institutriz en 1891. Tuvo entre otras compañeras a María Lejárraga.
Con 16 años empezó a estudiar en la Facultad de Filosofía y Letras (curso 1891-1892) como oyente, sin matricularse, pidiendo autorización al Ministerio de Fomento para abrir una matrícula femenina. Se le concedió para el curso siguiente, pero con la condición de no permanecer en los pasillos, entrar en el aula junto al catedrático, y no sentarse en clase junto a sus compañeros, sino en una silla al lado del profesor. Se licenció en 1896 y se doctoró en 1909.
En 1892 intervino en el Ateneo de Madrid en el Congreso Pedagógico Hispano-Portugués-Americano, en la sesión nocturna del 21 de octubre, en la Sección V, dedicada a la mujer con su ponencia, «Concepto y límites de la Educación de la Mujer y la aptitud profesional de ésta», en la que afirmaba que no podía dudarse de las aptitudes y de los derechos que las mujeres tenían para formarse y trabajar. A este congreso dedicó su primer artículo, Una Información, que fue publicado en la revista pedagógica La Escuela Moderna.

### Investigación y docencia
Conoció a Ramón Menéndez Pidal, de quien fue alumna en la Escuela de Estudios Superiores, en una conferencia que dio Marcelino Menéndez Pelayo en la Escuela de Estudios Superiores del Ateneo, y se casó con él en 1900. Su viaje de novios fue por los pueblos de las rutas del Cid, recogiendo versiones de romances hispánicos de tradición oral. En el «Archivo del Romancero Menéndez Pidal/Goyri» se conserva el relato de algunos de sus hallazgos en ese viaje: cuando pararon en El Burgo de Osma se alojaron en una pensión y, a la mañana, estando María Goyri y la asistenta haciendo la cama, empezó a canturrear el romance de «El Conde Sol», y la asistenta le dijo que ella también sabía algunos. Entre los romances que le cantó había uno desconocido hasta entonces: el «Romance de la muerte del Príncipe don Juan». El hallazgo hizo que María realizara un estudio sobre el «Romance de la muerte del Infante Don Juan» publicado en 1904 por el Bulletin Hispanique.
En 1916 formó parte de la «Decena fundadora» del Protectorado del Niño Delincuente, cuyo propósito era evitar que los menores de dieciséis años estuvieran en cárceles.
Su tesis doctoral fue un estudio de literatura comparada sobre el tema folklórico de La difunta pleiteada en el romancero, el teatro y la novela. Gran parte de sus estudios posteriores fueron sobre Lope de Vega  y el Romancero.
Su trayectoria como profesora comenzó en 1894 en la Asociación para la Enseñanza de la Mujer donde enseñó Literatura y elaboró los programas pedagógicos de las asignaturas Lengua Española y Literatura para niñas de 8 a 10 años. De 1916 a 1920 impartió literatura en la Residencia de Señoritas, creada en 1918. Junto a María de Maeztu, redactaron los programas de enseñanza del español para niños de ocho a diez años y se encargó de la dirección y el seguimiento de los programas de Lengua y Literatura Española en el Instituto-Escuela, institución en la que estuvo especialmente implicada. Colaboró en el desarrollo de la Biblioteca Literaria del Estudiante, que era una selección de textos de la literatura española, destinados a ser el complemento necesario para la formación de los alumnos del Instituto-Escuela en sus clases de Lengua Española. La publicación estuvo a cargo del Centro de Estudios Históricos que dirigía Menéndez Pidal, también director de la Biblioteca del Estudiante. Colaboró también en la Revista Popular con una sección propia, titulada «Crónicas femeninas».
Trabajó en la Institución Libre de Enseñanza y en la Junta para Ampliación de Estudios. El 23 de octubre de 1933 fue nombrada vocal del Patronato que en principio era responsable ante la Junta de la marcha del Instituto-Escuela, junto a José Gabriel Álvarez Ude, Blas Cabrera, Luis Calandre, Antonio García Tapia, Inocencio Jiménez, María de Maeztu, Luis Zulueta y Escolano y dos profesores delegados.

### Guerra Civil
La Guerra Civil sorprendió al matrimonio María Goyri y Ramón Menéndez Pidal en su casa de campo de San Rafael (Segovia), junto a su hija Jimena, su yerno, Miguel Catalán Sañudo, y su nieto, Diego Catalán, en la zona controlada por los militares que se habían alzado contra la República. Los bombardeos de las avionetas de Cuatro Vientos les obligaron a huir hasta El Espinar y, más tarde, a Segovia. En el Archivo General de la guerra civil española consta que desde Burgos, donde estaba la Junta de Defensa Nacional al mando de Franco, pidieron el 2 de julio de 1937 a las autoridades de Segovia «un informe amplio y ecuánime de las actividades así como la ideología política antes del Glorioso Movimiento Nacional» de los miembros de la familia Menéndez Pidal-Catalán. «Interesa también sean vigilados de un modo discreto, así como las amistades que operan alrededor de esta familia. En caso de que convenga le sea intervenida la correspondencia». En el informe que se remitió a Burgos dicen de Ramón Menéndez Pidal: «Presidente de la Academia de la Lengua. Persona de gran cultura, esencialmente bueno, débil de carácter, totalmente dominado por su mujer. Al servicio del Gobierno de Valencia como propagandista en Cuba»; y de María Goyri: «Persona de gran talento, de gran cultura, de una energía extraordinaria, que ha pervertido a su marido y a sus hijos; muy persuasiva y de las personas más peligrosas de España. Es sin duda una de las raíces más robustas de la revolución». Consiguió trasladarse con su marido al Madrid republicano y a su vez, en septiembre de 1936 fueron llevados a Valencia y desde allí, se marcharon a Estados Unidos y luego a Francia; a partir y al término de la Guerra Civil, regresó el matrimonio a España y ambos se dedicaron a sus actividades profesionales.

### Colegio Estudio e investigación
Al acabar la guerra, el Instituto Escuela y todos los centros docentes auspiciados por la Junta para Ampliación de Estudios de ideas liberales y educación mixta fueron prohibidos, y a determinados maestros se les prohibió ejercer durante unos años su magisterio. Sin embargo, fue la directora oficial del Colegio Estudio, fundado por su hija Jimena Menéndez-Pidal junto a Carmen García del Diestro y Ángeles Gasset.
María Goyri se dedicó hasta el final de su vida a investigar, recopilar y sistematizar las diferentes versiones de romances de la tradición oral para el Archivo del Romancero, y escribió artículos como «Aplicación del modelo romancero de análisis a la balada vasca: bereterretxen khantoria», entre otros, y terminó sus libros De Lope de Vega y del Romancero y Romancero tradicional de las lenguas hispánicas. Su último trabajo será Los Romances de Gazul, que es un estudio del Romancero en los últimos decenios del siglo XVI.
Su correspondencia con los investigadores e hispanistas de todo el mundo, en los que se da cuenta pormenorizada y generosamente de los hallazgos, así como sus notas, escritos y artículos inéditos se custodian en la Fundación Menéndez Pidal, en el Olivar de Chamartín, donde vivió y trabajó desde 1917 hasta su muerte. También se custodia todo su trabajo junto a Ramón Menéndez Pidal, que consistió en el inventario de las diferentes versiones de transmisión oral del Romancero.
En julio de 1952 fue entrevistada radiofónicamente para un programa de Carmen Conde donde habló de su infancia y de sus recuerdos.
Murió en Madrid el 28 de noviembre de 1954 y fue enterrada en el cementerio de San Justo, sin lápida, según sus deseos. Tuvo tres hijos de su matrimonio: Ramón, que falleció en la niñez, Jimena y Gonzalo. Su sobrina fue la escritora María Teresa León Goyri, que fue pareja de Rafael Alberti, y su nieto es el filólogo Diego Catalán, que presidió la Fundación Ramón Menéndez Pidal.

## Reconocimientos

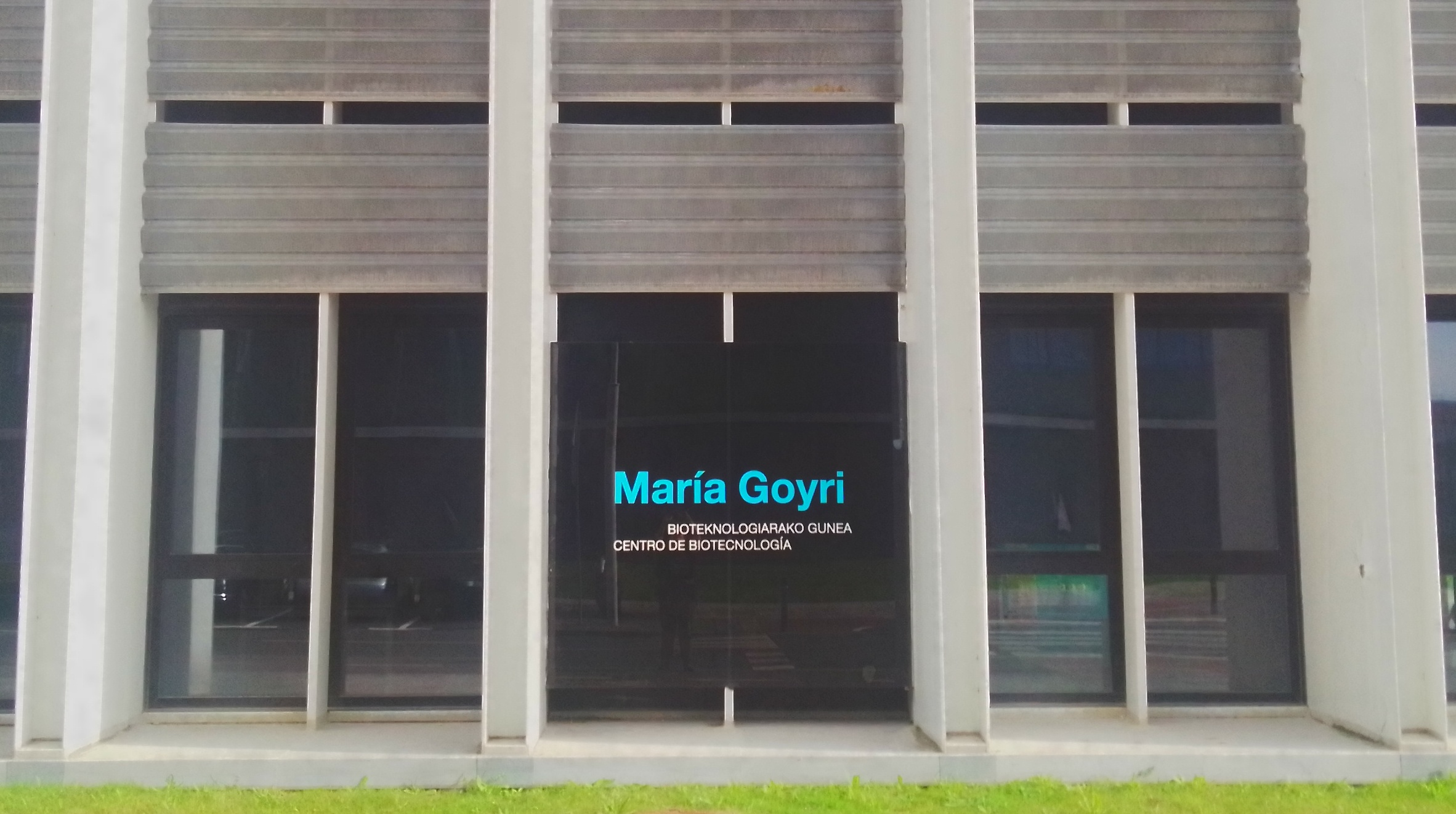
Centro de Biotecnología María Goyri en el Parque Científico de la UPV/EHU

- La Universidad del País Vasco ha establecido el «Premio María Goyri a la inclusión de perspectiva de género en los trabajos de fin de máster» que entrega desde 2012 en marzo para conmemorar el Día Internacional de las Mujeres.[13]
- En el Parque Científico de la Universidad del País Vasco han llamado "María Goyri" al Centro de Biotecnología Animal.[14]
- Hay calles en su honor en Alicante, Córdoba, Granada, Guadalajara y Guecho (Vizcaya) (escrito «María Goiri» en vasco), localidad esta última en la que residió hasta los 5 años.

## Obras
- “Lo que piensan las mujeres de su educación. Una información”, Escuela Moderna, III (1893), núm. 23, 82-86 [ap. C. Flecha].
- “Crónicas femeninas”, Revista Popular, I, 16-XII (1898), y 30-XII (1898) [ap. J. Caso].
- Varios artículos sobre El Conde Lucanor, en Revue Hispanique (1899).
- “El próximo Congreso Feminista”, Boletín de la Institución Libre de Enseñanza, XXIII (1899), num. 470 (31 de mayo), 131-133.
- Romania (1900).
- «Romance de la muerte del Príncipe D. Juan» en The Bulletin Hispanique, volume IV (1902).
- «Romances que deben buscarse en la tradición oral» en Revista de Archivos, Bibliotecas y Museos (1907).
- «La difunta pleiteada en la literatura española: estudio de literatura comparada» en Revista de Archivos (1909).
- La difunta pleiteada, Madrid: T. Fortanet, 1909. Ensayo.
- Fábulas y cuentos en verso (selección, notas y glosario), Madrid: Instituto-Escuela, Junta para Ampliación de Estudios, 1922 (Biblioteca Literaria del Estudiante, I, JAE Instituto-Escuela) (1933, 2.ª ed.). Cuentos. Facsímil digital en Biblioteca Tomás Navarro Tomás del CSIC.
- Don Juan Manuel y los cuentos medievales, Madrid: Instituto Escuela, 1936 (Biblioteca Literaria del Estudiante, XXIV, JAE Instituto-Escuela). Antología. Facsímil digital en Biblioteca Tomás Navarro Tomás del CSIC.
- De Lope de Vega y del Romancero, Zaragoza: Librería General, 1953. Ensayo.
- Los romances de Gazul. El Colegio de México, Harvard University, 1953
- Romancero tradicional de las lenguas hispánicas, Madrid: Gredos, 1957.